# Padang Burnai (Bunga Mas)
Padang Burnai is een bestuurslaag in het regentschap Zuid-Bengkulu van de provincie Bengkulu, Indonesië. Padang Burnai telt 499 inwoners (volkstelling 2010).